# Aardman Animations
Aardman Animations — мультипликационная студия в Бристоле, Великобритания. Известна в первую очередь фильмами Ника Парка из серий об Уоллесе и Громите и мультфильмом «Побег из курятника».

## История компании
Студия создана в 1972 году Питером Лордом и Дэвидом Спрокстоном, знакомых со школы. Ещё до создания студии им удалось продать двадцатисекундный мультфильм программе «Vision On» студии BBC. Название компании происходит от одного из её персонажей — Aardman (от нидерл. aard — «земля», и англ. man — «человек»). После основания студии, в 1976 году, они создали Морфа, пластилинового героя для программы BBC «Take Hart». Впоследствии Морф участвовал в сериале «Удивительные приключения Морфа» (The Amazing Adventures of Morph).
С момента основания создатели собирались создавать анимацию для всех возрастов. В 1982 году телевизионный канал Channel 4 поручил им сделать серии фильмов, основанных на реальных разговорах. Результатом стала серия пятиминутных фильмов «Conversation Pieces».
В 1985 году к студии присоединился Ник Парк. В 1986 году был снят клип на песню Питера Гэбриэла «Кувалда» (Sledgehammer). В 1989 году телеканал Channel 4 поручил студии создать ещё фильм из пяти пятиминуток, «Lip Synch». В него вошли «War Story» (Питер Лорд), «Next» (Барри Пёрвес), «Indent» (Ричард Голежовски) и «В мире животных» (Ник Парк). Последний получил Оскара за лучший короткий анимационный фильм 1990 года.
В 1989 году студия начинает съёмки мультфильмов из серии Ника Парка «Уоллес и Громит». В этом году был снят «Пикник на Луне», в 1993 — «Неправильные штаны», в 1995 — «Стрижка „под ноль“». Затем студия выпустила фильм «Поросёнок Вата» («Wat’s Pig»). Так как репутация студии росла, ей стали заказывать рекламные ролики. В список клиентов сейчас входят Chevron, PG tips, Nike, Dr Pepper и другие. Aardman производит в среднем 25—30 рекламных роликов в год.
В течение девяностых годов была основана дополнительная студия Aardman Features. «Побег из курятника» (2000 год) был первым фильмом, снятым на новой студии.
В 1999 году вышел сериал «Злобный мальчик», осенью того же года на интернет-канале ITV1 (Internet Television 1) был запущен мультсериал «В мире животных». Вторая его часть вышла в 2005 году. Сюжетом каждого из эпизодов является взятие «интервью» у животных в их естественной среде обитания. При создании сериала была использована новаторская технология, по которой сначала у обычных англичан бралось интервью, а потом на получившийся материал накладывалось видео с пластилиновой анимацией животных, специально подобранных под характер интервьюируемого. В 2007 году появилась серия коротких (по 7 минут) анимационных фильмов «Барашек Шон» о жизни стада овец, вожаком в котором является барашек по имени Шон. Премьера первых серий состоялась в Великобритании в марте 2007 года. Всего было снято 5 сезонов и в общей сложности 150 мультфильмов. Также в 2015 году был снят полнометражный мультфильм. Вторая часть состоялась 23 января 2020 года.

## Мультфильмы
- Побег из курятника (2000) (Совместно с DreamWorks Pictures, Pathé)
- Уоллес и Громит: Проклятие кролика-оборотня (2005) (Совместно с DreamWorks Animation)
- Смывайся! (2006) (Совместно с DreamWorks Animation)
- Секретная служба Санта-Клауса (2011) (Совместно с Sony Pictures Animation)
- Пираты! Банда неудачников (2012) (Совместно с Sony Pictures Animation)
- Барашек Шон (2015) (Совместно с StudioCanal, Anton Capital Entertainment)
- Дикие предки (2018) (Совместно с StudioCanal, BFI Film Forever)
- Барашек Шон: Фермагеддон (2019) (Совместно с StudioCanal, Anton Capital Entertainment)
- Робин (2021) (32-минутный мультфильм-мюзикл для Netflix)
- Побег из курятника 2 (2023) (Совместно с StudioCanal)
- Уоллес и Громит: Самая дикая месть (2024)

## Мультсериалы
- Удивительные приключения Морфа (1980—1981)
- В мире животных (1989—2006)
- Злобный мальчик (1999—2019)
- Уоллес и Громит: Хитроумные приспособления (2002)
- Пурпурный и Коричневый (2006—2009)
- Приключение большого Джеффа (2004—2005)
- Барашек Шон (2007—2020)
- Отряд курят кун-фучих (2007—2009)